# 1337年
| 千纪： | 2千纪 |
| 世纪： | 13世纪 \| 14世纪 \| 15世纪                                                                                 |
| 年代： | 1300年代 \| 1310年代 \| 1320年代 \| 1330年代 \| 1340年代 \| 1350年代 \| 1360年代                           |
| 年份： | 1332年 \| 1333年 \| 1334年 \| 1335年 \| 1336年 \| 1337年 \| 1338年 \| 1339年 \| 1340年 \| 1341年 \| 1342年 |
| 纪年： | 丁丑年（牛年）；元至元三年；越南開祐九年；日本南朝延元二年，北朝建武四年                                   |

## 大事记
- 欧洲
  - 5月24日——法王腓力六世在巴黎的議會決定以愛德華三世背棄效忠法王為由，將阿基坦公國，即加斯科涅地區收回。
  - 11月，英、法兩國正式宣戰，百年戰爭开始。
- 亞洲
  - 冬，越南陳朝征服牛吼蠻。
  - 奧斯曼帝國奧爾汗一世攻陷伊茲密特。

## 出生
- 1月21日——查理五世，法國瓦盧瓦王朝國王。（1381年逝世，44岁）

## 逝世
- 喬托——義大利畫家與建築師，被認定為是義大利文藝復興時期的開創者。